# Rhino!
Rhino! (bra Rinoceronte) é um filme estadunidense de 1964, do gênero aventura, dirigido por Ivan Tors, com roteiro de Art Arthur e Arthur Weiss e música de Lalo Schifrin.
As gravações tiveram lugar na reserva de Umfolozi, na África do Sul.

## Sinopse
Na África, a caça a um raríssimo espécime de rinoceronte-branco divide dois homens: um quer preservar sua espécie, o outro só visa interesses comerciais. No meio dessa disputa, há ainda o amor de uma mulher.

## Elenco
- Harry Guardino ....... Alec Burnett
- Shirley Eaton ....... Miss Arleigh
- Robert Culp ....... Dr. Hanlon
- Harry Mekela ....... Jopo
- George Lane ....... Haragay